# JW Marriott Essex House
El JW Marriott Essex House, conocida más frecuentemente como Essex House, es un hotel de lujo de 44 plantas que abrió sus puertas en 1931 y tiene 509 habitaciones de estilo art déco, situado en el 160 Central Park South en Manhattan, Nueva York, frente al límite sur de Central Park. El edificio también contiene un gran número de condominios. Es reconocible inmediatamente por su histórico letrero de neón rojo en la azotea. El JW Marriott Essex House New York es un miembro de Historic Hotels of America, el programa oficial de la National Trust for Historic Preservation.

## Historia
La construcción del edificio empezó el 30 de octubre de 1929, un día después del crac del 29. El hotel se iba a llamar originalmente Park Tower y posteriormente Sevilla Tower. Sin embargo, la Gran Depresión redujo el ritmo de su construcción y el hotel no abrió sus puertas hasta el 1 de octubre de 1931 bajo el nombre Essex House. Fue construido en parte de la extensa parcela de los Navarro Flats de José Francisco de Navarro, construidos en la década de 1880 como un experimento en apartmentos.
El año siguiente, el hotel colocó su emblemático letrero de seis plantas de altura en la azotea. Después de que sus dueños cayeran en bancarrota, pasó a manos del Reconstruction Finance Corporation del Gobierno de los Estados Unidos, que fue su propietario durante los siguientes quince años. En 1946, el hotel fue comprado por la Sterling National Bank & Trust Co, que lo vendió a Marriott Hotels en 1969. Marriott lo gestionó hasta 1985 con el nombre Marriott's Essex House, año en el que vendió el hotel a Japan Air Lines, que lo gestionó bajo su sucursal Nikko Hotels con el nombre Essex House Hotel Nikko New York. Japan Air Lines lo vendió a Strategic Hotels & Resorts en 1999, quien hizo que lo gestionara Westin Hotels, sucursal de Starwood Hotels, con el nombre Essex House - A Westin Hotel.
El Dubai Investment Group compró el hotel a Strategic en 2006 por 424 millones de dólares. Lo puso a cargo de su filial Jumeirah Group con el nombre Jumeirah Essex House y recibió una renovación que costó 90 millones de dólares y fue dirigida por Hirsch Bedner Associates, un estudio de diseño con sede en Atlanta.
En 2012, Strategic Hotels & Resorts recompró el hotel al Dubai Investment Group por 325 millones de dólares, cincuenta millones menos de la cantidad por la que lo habían vendido hace seis años. El hotel se renombró JW Marriott Essex House New York el 8 de septiembre de 2012, después de que se cerrara la venta.
En marzo de 2016 el hotel fue comprado por Anbang Insurance Group, una aseguradora china con sede en Pekín, como parte de un acuerdo de 6500 millones de dólares que incluía a Essex House y otros quince hoteles de lujo.
El hotel ha albergado el restauranteAlain Ducasse at Essex House, que fue distinguido con tres estrellas Michelin. Sin embargo, Ducasse cerró el restaurante en Essex House en enero de 2007. A principios de 2008, abrió en el hotel el South Gate Restaurant and Bar.

## Servicios
El restaurante principal del hotel, South Gate, tiene un menú americano moderno que varía según la temporada y ofrece vistas de Central Park. Otras instalaciones del hotel son The Spa, un gimnasio abierto veinticuatro horas al día, y un centro de negocios. La JW Marriott Essex House también tiene salones para banquetes, entre ellos el Grand Salon, el Petite Salon y el Art Deco Salon.

## En la cultura popular
- En la famosa fotografía de 1932 Lunch atop a Skyscraper, se puede ver en el fondo el letrero de neón de la Essex House.
- A mediados de los años treinta, el humorista Arnold Auerbach y el ganador del Premio Pulitzer Herman Wouk, recién graduado de la Universidad de Columbia, compartieron habitación en una suite de Essex House mientras escribían para David Freedman y Fred Allen.[8] Essex House apareció en la novela semiautobiográfica de Wouk, Inside, Outside, con el nombre April House.
- La madre de Milton Berle, Sarah, murió en su apartamento en la Essex House el 30 de mayo de 1954. El famoso compositor ruso Igor Stravinsky vivió allí desde otoño de 1969 hasta su muerte el 6 de abril de 1971.
- En 1973, el álbum Selling England by the Pound de la the banda inglesa de rock Genesis incluía una foto con la banda alrededor de una roca con Essex House en el fondo.
- El 13 de enero de 1979, el cantante de R&B Donny Hathaway fue encontrado muerto en la acera frente al hotel, después de que aparentemente se suicidara saltando desde la habitación de la planta quince en la que vivía.
- Mary Boland, Estrella de Broadway y Hollywood, murió mientras dormía en su apartamento el 23 de junio de 1965.
- La Essex House es conocida por su relación con el programa de televisión estadounidense Saturday Night Live. En los primeros años del programa, el locutor Don Pardo afirmaba que "los invitados de Saturday Night Live se alojan en el Marriott's Essex House".
- La Essex House es mencionada en la película de 1976 Todos los hombres del presidente (así como en el libro homónimo de 1974). El periodista Carl Bernstein (interpretado por Dustin Hoffman) quedó con el antiguo fiscal general de los Estados Unidos John N. Mitchell (de la administración de Nixon) un sábado por la noche en Essex House para conseguir un comentario de Mitchell sobre el escándalo Watergate, que aparecería al día siguiente en el Washington Post. El artículo afirmaba que Mitchell era uno de los hombres que controlaban un fondo secreto de donde se pagaba a los ladrones del Watergate. Después de que Bernstein le leyera el artículo, Mitchell soltó una colorida amenaza sobre la anatomía de la editora del Post Katharine Graham. Según Bernstein, el comentario de Mitchell aparece en la película y el libro tal y como sucedió en la realidad.
- En la película Solo en casa 2: Perdido en Nueva York, se puede ver el edificio y su letrero durante la escena de patinaje sobre hielo, cuando los ladrones están tramando robar la tienda de juguetes.
- En la película de dibujos animados Madagascar, se puede ver varias veces el letrero de neón de Essex House en el fondo durante las escenas del Zoológico de Central Park.
- En el cortometraje de Gary Nadeau Pizza Verdi (2011), se puede ver el popular letrero de Essex House en las tomas sobre Central Park.
- En el episodio de Doctor Who The Angels Take Manhattan (2012), la Essex House aparece prominentemente en el fondo durante las escenas de Central Park.